# Virginia Capers
Eliza Virginia Capers (Sumter (South Carolina), 22 september 1925 - Los Angeles (Californië), 6 mei 2004) was een Amerikaans actrice.
Capers genoot onderwijs aan Howard-universiteit in Washington D.C. en studeerde aan Juilliard School. Ze debuteerde op Broadway in Jamaica in 1957. Ze speelde in Saratga en Raisin, waarvoor Capers de Tony Award voor Beste vrouwelijke hoofdrol in een toneelstuk kreeg.
Naast haar rol in The Fresh Prince of Bel-Air speelde ze in drama- en komedieseries als Marcus Welby, M.D., My Three Sons, Mannix, The Waltons, Mork & Mindy, Dynasty, Highway to Heaven, St. Elsewhere, Murder, She Wrote, Evening Shade, Married... with Children, The Practice en ER. Capers speelde mee in de films The Great White Hope, Norwood, Lady Sings the Blues, The Toy, Teachers, The North Avenue Irregulars, Howard the Duck, Ferris Bueller's Day Off en Beethoven's 2nd.
Capers richtte de Lafayette Players op, een bedrijf uit Los Angeles voor Afrikaans-Amerikaanse artiesten. Ze ontving de National Black Theatre Festival Living Legend Award, de Paul Robeson Pioneer Award en de NAACP Award for theatre excellence.
Virginia Capers overleed op 78-jarige leeftijd aan complicaties van een longontsteking.
- Bibliothèque nationale de France: cb14161582x (data)
- Catàleg d'autoritats de noms i títols de Catalunya: 981058510311006706
- International Standard Name Identifier: 0000 0000 3856 2886
- Library of Congress Control Number: no00014491
- Nationale Bibliotheek van Tsjechië: xx0151286
- Virtual International Authority File: 46970405
- WorldCat: E39PBJhmGkVRRFD8CRBrXXhCQq